# Province del Ciad

Regioni del Ciad

Le province del Ciad sono la suddivisione territoriale di primo livello del Paese e sono pari a 23. Ciascuna di esse si articola ulteriormente in dipartimenti.
Hanno assunto in nome di province dall'agosto del 2018, in precedenza si chiamavano regioni. 
Le regioni erano state istituite nel 2002, fino al 1999 la suddivisione territoriale di primo livello è stata rappresentata dalle prefetture, quando queste furono abolite furono istituiti i dipartimenti; nel 2002, con la creazione delle regioni, i dipartimenti divennero il secondo livello della suddivisione territoriale.

## Lista
| Localizzazione | Provincia                        | Capoluogo    | Popolazione (2009) | Superficie (Km2) |
| -------------- | -------------------------------- | ------------ | ------------------ | ---------------- |
|                | Provincia di Barh El Gazel       | Moussoro     | 260 865            | 51 000           |
|                | Provincia di Batha               | Ati          | 527 031            | 91 500           |
|                | Provincia di Borkou              | Faya Largeau | 97 251             | 150 000          |
|                | Provincia di Chari-Baguirmi      | Massénya     | 621 785            | 47 000           |
|                | Provincia di Ennedi Est          | Amdjarass    | 113 862            |                  |
|                | Provincia di Ennedi Ovest        | Fada         | 59 744             |                  |
|                | Provincia di Guéra               | Mongo        | 553 795            | 61 000           |
|                | Provincia di Hadjer-Lamis        | Massakory    | 562 957            | 30 000           |
|                | Provincia di Kanem               | Mao          | 354 603            | 72 000           |
|                | Provincia del Lago               | Bol          | 451 369            | 21 500           |
|                | Provincia del Logone Occidentale | Moundou      | 683 293            | 8 915            |
|                | Provincia del Logone Orientale   | Doba         | 796 453            | 23 800           |
|                | Provincia di Mandoul             | Koumra       | 637 086            | 17 450           |
|                | Provincia di Mayo-Kebbi Est      | Bongor       | 769 178            | 18 350           |
|                | Provincia di Mayo-Kebbi Ovest    | Pala         | 565 087            | 12 950           |
|                | Provincia di Moyen-Chari         | Sarh         | 598 284            | 40 300           |
|                | N'Djamena                        | -            | 993 492            | 500              |
|                | Provincia del Salamat            | Am Timan     | 308 605            | 69 000           |
|                | Provincia del Sila               | Goz Beïda    | 289 776            | 36 000           |
|                | Provincia di Tandjilé            | Laï          | 682 817            | 17 650           |
|                | Provincia di Tibesti             | Bardaï       | 21 970             | 217 000          |
|                | Provincia di Ouaddaï             | Abéché       | 731 679            | 30 000           |
|                | Provincia di Wadi Fira           | Biltine      | 494 933            | 52 000           |

## Evoluzione storica

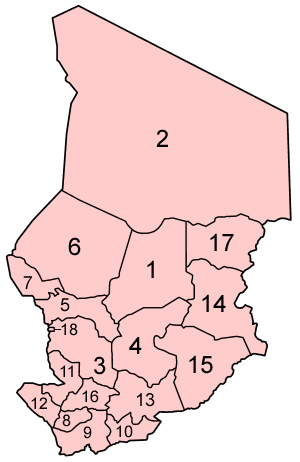
Regioni del Ciad fino al 2008

Al momento della loro istituzione, nel 2002, le regioni erano pari a 18:
1. Batha
2. Borkou-Ennedi-Tibesti
3. Chari-Baguirmi
4. Guéra
5. Hadjer-Lamis
6. Kanem
7. Lago
8. Logone Occidentale
9. Logone Orientale
10. Mandoul
11. Mayo-Kebbi Est
12. Mayo-Kebbi Ovest
13. Moyen-Chari
14. Ouaddaï
15. Salamat
16. Tandjilé
17. Wadi Fira
18. N'Djamena

(Il numero fa riferimento alla carta a destra)
Nel 2008 sono state istituite 4 nuove regioni, divenute perciò 22. In particolare:
- la Regione di Barh El Gazel, istituita separando uno dei dipartimenti della Regione di Kanem;
- la Regione del Sila, da due dipartimenti della Regione di Ouaddaï;
- dalla Regione di Borkou-Ennedi-Tibesti sono state ottenute tre regioni distinte:
  - la Regione di Borkou;
  - la Regione di Ennedi;
  - la Regione di Tibesti.

Nel 2012 la regione di Ennedi è stata suddivisa in Ennedi Est e Ennedi Ovest, per cui il numero delle regioni è passato a 23.